# Derrick Rose
Derrick Rose (født 4. oktober 1988) er en amerikansk basketballspiller, der er født og opvokset i Chicago. I dag spiller han for NBA holdet New York Knicks. 
I sæsonen 2010/2011 vandt han MVP-titlen, som den yngste spiller nogensinde.
Interesser: 
. Han startede til atletik. Her udmærkede han sig adskillige gange i bland andet 100-meter løb og spydkast.   Da Derrick var 12 år, begyndte han at interessere sig for basketball, fordi hans tre ældre brødre spillede det. Det viste sig hurtigt, at han var den fødte basketballspiller. i high school vandt han to mesterskaber og blev af spejdere vurderet som det øverste punkt i turneringerne. Han spillede for University of Memphis Tigers og nåede NCAA nationale mesterskab i 2008. I sit første år for professionel basketball, blev Rose Rookie of the Year, og blev valgt til All-Rookie Team . I sin anden sæson, blev Rose valgt som NBA All-Star for 2010 NBA All-Star Game. Rose har ført Chicago Bulls til NBA Playoffs hvert år. I 2011 modtog han NBA Most Valuable Player Award , og blev i en alder af 22 den yngste spiller nogensinde til at vinde denne pris. Den 25 juli 2017 underskrev han en kontrakt med Cleveland Cavaliers. Kontrakten lød på $2.1m for et år.